# مشتق (رياضيات)
العدد المُشتَقّ (بالإنجليزية: Derivative)‏ في نقطة، على رسم بياني لدالة ذات متغيرات وقيم حقيقية، هو معامل المماس الموجِّهُ.
يعبر التفاضل عن المعدل الذي تتغير به قيمة y نتيجة تغير قيمة x توجد بينهما علاقة رياضية أو دالة رياضية. وتعرف الدالة المشتقة بأنها ميل المماس لمنحنى (f(x عند أي نقطة بشرط وجود هذه المشتقة أو هي السرعة اللحظية أو معدل التغيير اللحظي للدالة.
نستخدم الرمز Δ للدلالة على التغير في الكمية.
ويكون معدل التغير هو نهاية نسبة تغير y إلى نسبة تغير x :
{\displaystyle {\frac {\Delta y}{\Delta x}}}
عندما Δx تقارب 0.
يمكن أن نكتب مشتق y بالنسبة ل x : (ترميز لايبنز)
{\displaystyle {\frac {dy}{dx}}}
التعبير الدقيق عن مفهوم الاشتقاق يكون باستخدام مقادير لا متناهية في الصغر:

المنحنى معبر بالأسود، والمستقيم المماس له معبر بالأحمر، ونقطة تماس المنحنى مع المستقيم، تسمى بالعدد المشتق

{\displaystyle \lim _{h\to 0}{\frac {f(x+h)-f(x)}{h}}.}

## التاريخ
يعود تاريخ الحساب متناهي الصغر بشكل عام إلى العصور القديمة، ويرتبط بالرياضيين إسحاق نيوتن وغوتفريد لايبنتس، حيث اكتشفاه في القرن السابع عشر. ومع ذلك نجد أن هذا النوع من الحساب بدأه علماء رياضيات سابقين: أرخميدس وبيير دي فيرما، وخاصة إسحاق بارو.

## رمز الاشتقاق

مشتقة الدالة عند كل نقطة, هو ميل المماس لمنحنى تلك الدالة, الخط دائما مماس للمنحنى الأزرق, وميله يمثل المشتقة. لاحظ تكون المشتقة موجبة عندما يظهر الخط باللون الأخضر, وسالبة عندما يظهر باللون الأحمر, وصفر عندما يظهر الخط باللون الأسود.

يمكن التعبير عن المشتق بعدة صيغ، منها ما يلي :

### صيغةلايبنتز
{\displaystyle {\frac {{\mathrm {d} }f}{{\mathrm {d} }x}}} ،والتي تكافئ الصيغة {\displaystyle {\frac {{\mathrm {d} }\left(f(x)\right)}{{\mathrm {d} }x}}}
و تُقرأ ((dfdx)) أو ((مشتقة f بدلالة x)) ، أما d(f(x))/dx فتُقرأ ((ddx للدالة f عند x)) أو ((مشتقة f عند x))
dy/dx
و تُقرأ ((dydx)) أو ((مشتقة y بدلالة x))

### صيغةلاغرانج
واحدة من الترميزات الأكثر استعمالا في الرياضيات المعاصرة تعود إلى عالم الرياضيات الفرنسي جوزيف لويس لاغرانج.
{\displaystyle f'\left(x\right)} أو y'، و تُقرأ الأخيرة مشتقة y.

### صيغةإسحاق نيوتن
{\displaystyle {\dot {f}}(x)} أو {\displaystyle {\dot {y}}} ،تستعمل خاصة في الفيزياء.

### صيغةليونهارد أويلر
{\displaystyle D_{x}f(x)\;}

## قواعد حساب الدالة المشتقة

### الاشتقاق الثابت
في التحليل الرياضي، مشتق ثابت أو تابع ثابت هو الصفر. التابع الثابت هو تابع لا يعتمد على أي متغير مستقل مثل :
f(x) = 7

## مشتقات بعض الدوال المعروفة
| الدالة {\displaystyle f(x)=\,}  | المشتقة {\displaystyle f'(x)=\,}                                           | شرط الاشتقاق                                                                                                   |
| ------------------------------- | -------------------------------------------------------------------------- | --- |
| {\displaystyle a\,\!}           | {\displaystyle 0\,\!}                                                      | {\displaystyle x\,\in \mathbb {R} }                                                                            |
| {\displaystyle ax\,\!}          | {\displaystyle a\,\!}                                                      | {\displaystyle x\,\in \mathbb {R} }                                                                            |
| {\displaystyle 1 \over x\,\!}   | {\displaystyle -{1 \over x^{2}}\,\!}                                       | {\displaystyle x\,\in \mathbb {R} ^{*}}                                                                        |
| {\displaystyle {\sqrt {x}}\,\!} | {\displaystyle {1 \over 2{\sqrt {x}}}\,\!}                                 | {\displaystyle x\,\in \mathbb {R} ^{+}\bigcap \mathbb {R} ^{*}}                                                |
| {\displaystyle ax^{n}\,\!}      | {\displaystyle anx^{n-1}\,\!}                                              | {\displaystyle n\,\in \mathbb {N} ^{*}\quad x\,\in \mathbb {R} }                                               |
| {\displaystyle ax^{n}\,\!}      | {\displaystyle anx^{n-1}\,\!}                                              | {\displaystyle n\,\in \mathbb {Z} \setminus \mathbb {N} \quad x\,\in \mathbb {R} ^{*}}                         |
| {\displaystyle ax^{c}\,\!}      | {\displaystyle acx^{c-1}\,\!}                                              | {\displaystyle c\,\in \mathbb {R} \setminus \mathbb {Z} \quad x\,\in \mathbb {R} ^{*}\bigcap \mathbb {R} ^{+}} |
| {\displaystyle \cos(x)\,\!}     | {\displaystyle -\sin(x)\,\!}                                               | {\displaystyle x\,\in \mathbb {R} }                                                                            |
| {\displaystyle \sin(x)\,\!}     | {\displaystyle \cos(x)\,\!}                                                | {\displaystyle x\,\in \mathbb {R} }                                                                            |
| {\displaystyle \tan(x)\,\!}     | {\displaystyle 1 \over \cos ^{2}(x)} أو {\displaystyle 1+\tan ^{2}(x)\,\!} | {\displaystyle x\neq {\pi \over 2}+k\pi }, {\displaystyle k\in \mathbb {Z} }                                   |
| {\displaystyle \arccos(x)\,\!}  | {\displaystyle -{1 \over {\sqrt {1-x^{2}}}}\,\!}                           | {\displaystyle x\,\in \ ]-1;1[}                                                                                |
| {\displaystyle \arcsin(x)\,\!}  | {\displaystyle {1 \over {\sqrt {1-x^{2}}}}\,\!}                            | {\displaystyle x\,\in \ ]-1;1[}                                                                                |
| {\displaystyle \sinh(x)\,\!}    | {\displaystyle \cosh(x)\,\!}                                               | {\displaystyle x\,\in \mathbb {R} }                                                                            |
| {\displaystyle \cosh(x)\,\!}    | {\displaystyle \sinh(x)\,\!}                                               | {\displaystyle x\,\in \mathbb {R} }                                                                            |
| {\displaystyle \arctan(x)\,\!}  | {\displaystyle {1 \over 1+x^{2}}\,\!}                                      | {\displaystyle x\,\in \mathbb {R} }                                                                            |
| {\displaystyle a^{x}\,\!}       | {\displaystyle a^{x}\ln a\,\!}                                             | {\displaystyle a\,\in \mathbb {R} _{+}^{*}\quad x\,\in \mathbb {R} }                                           |
| {\displaystyle \ln \|x\|\,\!}   | {\displaystyle 1 \over x\,\!}                                              | {\displaystyle x\,\in \mathbb {R} ^{*}}                                                                        |
| {\displaystyle \exp {x}\,\!}    | {\displaystyle \exp {x}\,\!}                                               | {\displaystyle x\,\in \mathbb {R} }                                                                            |